# Setophaga
Setophaga là một chi chim trong họ Parulidae.

## Các loài
- Setophaga adelaidae.
- Setophaga aestiva.
- Setophaga americana
- Setophaga angelae.
- Setophaga auduboni.
- Setophaga caerulescens
- Setophaga castanea.
- Setophaga cerulea.
- Setophaga chrysoparia.
- Setophaga citrina
- Setophaga coronata
- Setophaga delicata.
- Setophaga discolor.
- Setophaga dominica.
- Setophaga flavescens.
- Setophaga fusca
- Setophaga goldmani.
- Setophaga graciae.
- Setophaga kirtlandii.
- Setophaga magnolia
- Setophaga nigrescens.
- Setophaga occidentalis.
- Setophaga palmarum
- Setophaga pensylvanica.
- Setophaga petechia
- Setophaga pharetra.
- Setophaga pinus.
- Setophaga pitiayumi.
- Setophaga pityophila.
- Setophaga plumbea.
- Setophaga ruticilla
- Setophaga striata
- Setophaga subita.
- Setophaga tigrina
- Setophaga townsendi.
- Setophaga virens
- Setophaga vitellina.